# Trichokaleva microstigmi
Trichokaleva microstigmi är en stekelart som beskrevs av Boucek 1972. Trichokaleva microstigmi ingår i släktet Trichokaleva och familjen puppglanssteklar.
Artens utbredningsområde är Guyana. Inga underarter finns listade i Catalogue of Life.